# トロイア戦争

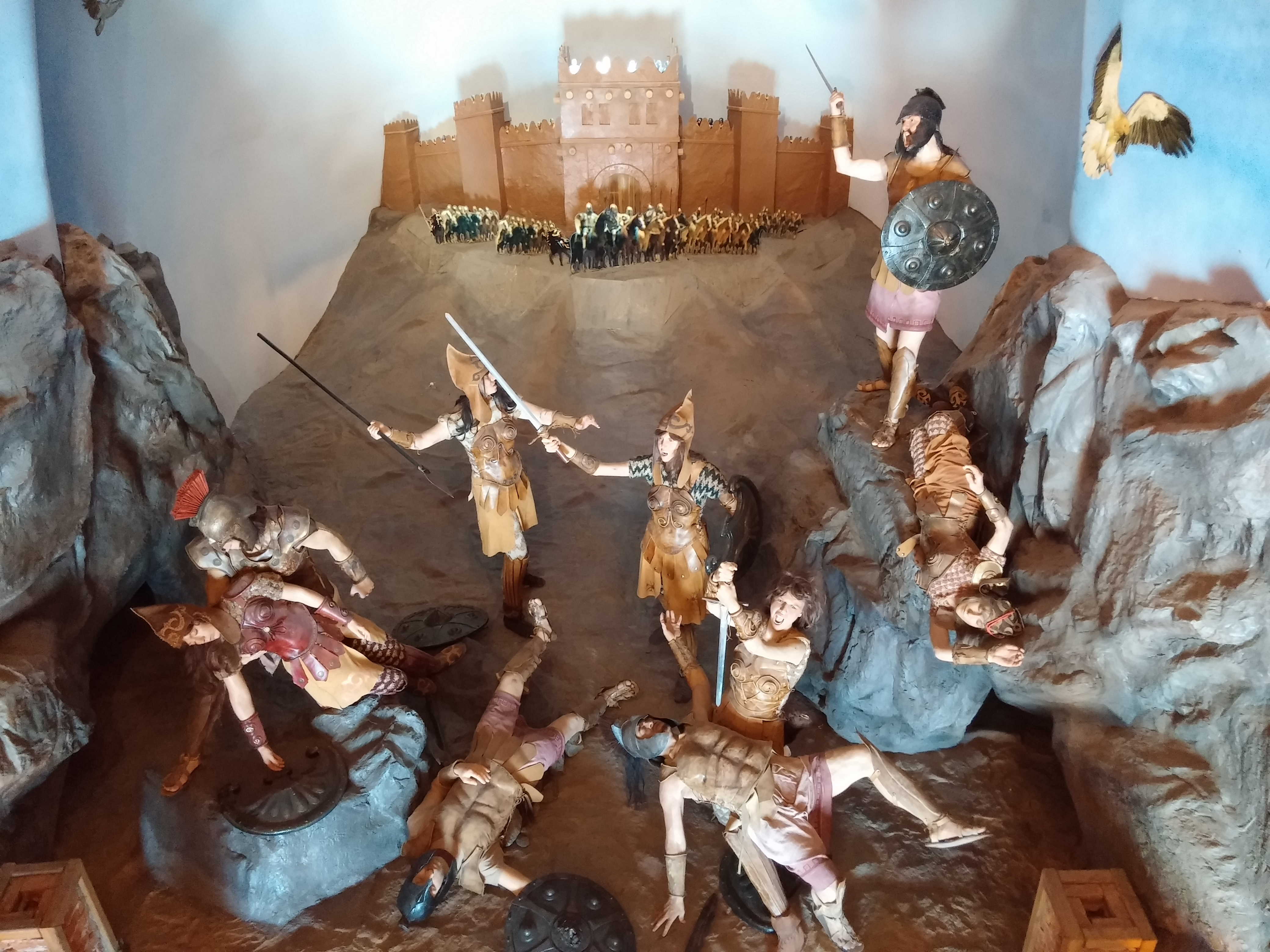
トロイア戦争のミニチュア

トロイア戦争（トロイアせんそう、ギリシア語: Τρωικός πόλεμος, 英語: Trojan War）は、ギリシア神話に記述された、小アジアのトロイアに対して、ミュケーナイを中心とするアカイア人の遠征軍が行った戦争である。トロイ戦争、トロヤ戦争という表記もみられる。
トロイア、あるいはトローアスという呼称は、後の時代にイーリオス一帯の地域につけられたものである。この戦争の記述から、古代ギリシアにおいて、ホメーロスの英雄叙事詩『イーリアス』、『オデュッセイア』のほか、『キュプリア』、『アイティオピス』、『イーリオスの陥落』などから成る一大叙事詩環が派生した。またウェルギリウスはトロイア滅亡後のアイネイアースの遍歴を『アエネーイス』にて描いている。

## 原因

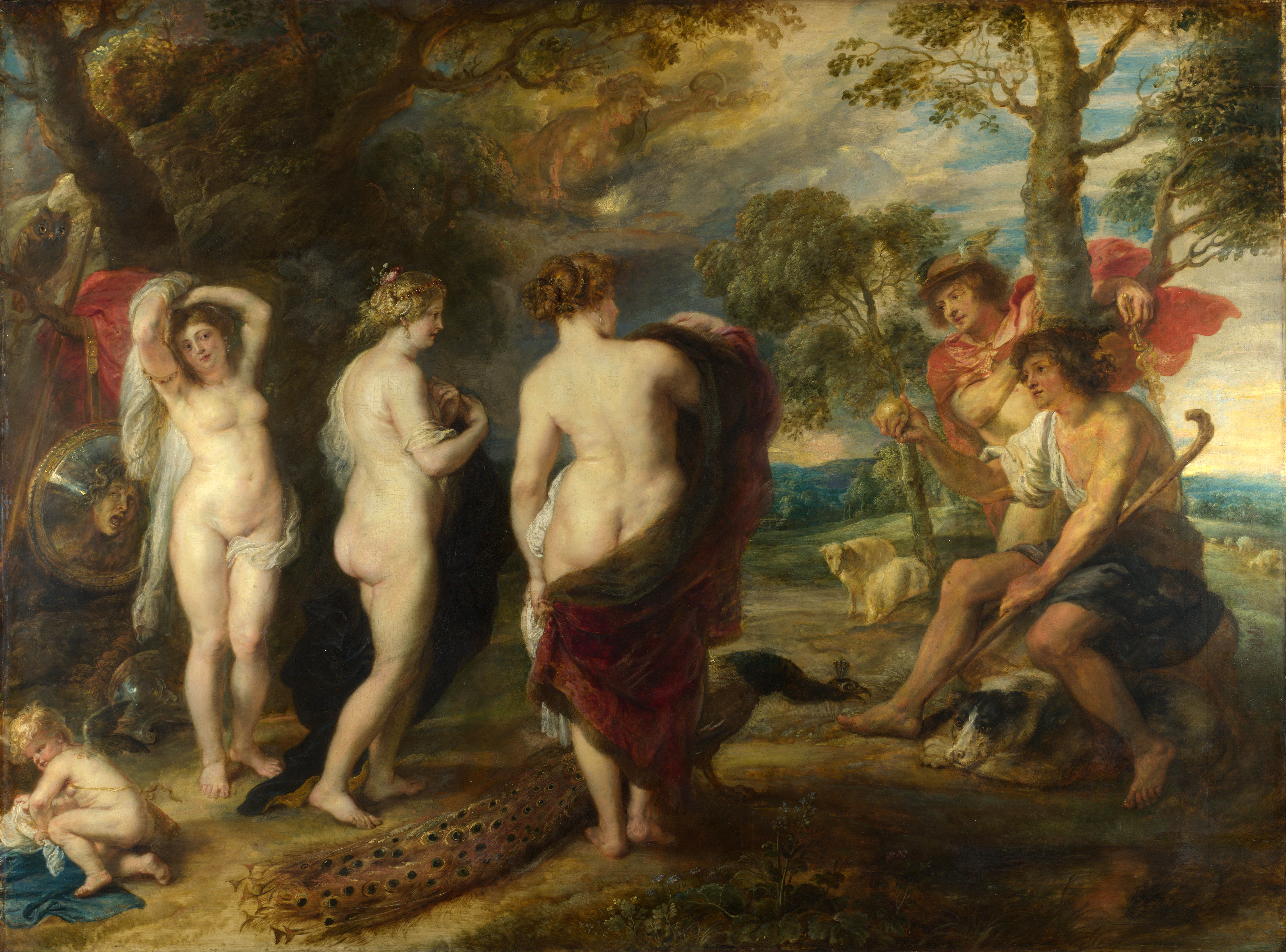
『パリスの審判』（ルーベンス画）

この戦の起因は、『キュプリア』に詳しい。大神ゼウスは、増え過ぎた人口を調節するために、ヘーラーとは別の妻でもある、秩序の女神・テミスと試案を重ね、遂に大戦を起こして人類の大半を死に至らしめる決意を固めた。
オリンポスでは人間の子ペーレウスとティーターン族の娘テティスの婚儀が行われていたが、不和の女神・エリスだけはこの饗宴に招待されず、怒った彼女は、「最も美しい女神へ(καλλίστῃ)」と書かれた、ヘスペリデスの黄金の林檎（不和の林檎）を神々の座へ投げ入れた。この供物をめぐって、殊にヘーラー、アテーナー、アプロディーテーの三女神による激しい対立が起り、ゼウスはこの林檎が誰にふさわしいかをトロイアの王子パリスにゆだねた（パリスの審判）。
三女神はそれぞれが最も美しい装いを凝らしてパリスの前に立ち、なおかつ、ヘーラーは世界を支配する力を、アテーナーはいかなる戦争にも勝利を得る力を、アプロディーテーは最も美しい女を、それぞれ与える約束を行った。パリスはその若さによって富と権力を措いて愛を選び、アプロディーテーの誘いによってスパルタ王メネラーオスの妃ヘレネーを連れ去った。パリスの妹でトロイアの王女カッサンドラーのみはこの事件が国を滅ぼすことになると予言したが、アポローンの呪いによって聞き入れられなかった。
メネラーオスは、兄でミュケーナイの王であるアガメムノーンにその事件を告げ、さらにオデュッセウスとともにトロイアに赴いてヘレネーの引き渡しを求めた。しかし、パリスはこれを断固拒否したため、アガメムノーン、メネラーオス、オデュッセウスはヘレネー奪還とトロイア懲罰の遠征軍を組織した。
この戦争では神々も両派に分かれ、ヘーラー、アテーナー、ポセイドーンがギリシア側に、アポローン、アルテミス、アレース、アプロディーテーがトロイア側に味方した。

## 戦いの経過
ボイオーティア地方のアウリスに集結したアガメムノーンを総大将とするアカイア軍は、総勢10万、1168隻の大艦隊であった。アカイア人の遠征軍はトロイア近郊の浜に上陸し、アキレウスの活躍もあって、待ち構えたトロイア軍を撃退すると、浜に陣を敷いた。トロイア軍は強固な城壁を持つ市街に籠城し、両軍は海と街の中間に流れるスカマンドロス河を挟んで対峙した。『イーリアス』の物語は、双方に犠牲を出しながら9年が過ぎ、戦争が10年目に差し掛かった時期を起点に始まる。
戦争末期の状況については、『イーリアス』のほか、『アイティオピス』や『アイアース』において語られる。トロイアの勇将ヘクトールとアカイアの英雄アキレウスの没後、戦争は膠着状態に陥った。しかし、アカイア方の知将オデュッセウスは、巨大な木馬を造り、その内部に兵を潜ませるという作戦を考案し（『小イーリアス』では女神アテーナーが考案し）、これを実行に移した。この「トロイアの木馬」の計は、アポローンの神官ラーオコオーンと王女カッサンドラーに見抜かれたが、ラーオコオーンは海蛇に絞め殺され、カッサンドラーの予言は誰も信じることができない定めになっていたので、トロイアはこの策略にかかり、一夜で陥落した。

## 戦後

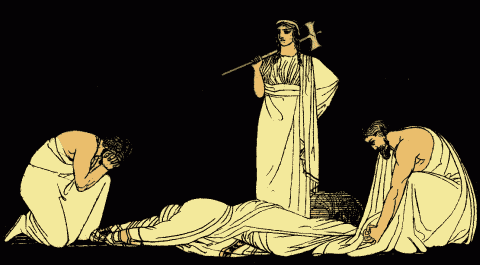
暗殺されるアガメムノーン

アイスキュロスの『アガメムノーン（Agamemnon）』によると、トロイア戦争はアカイア遠征軍の勝利に終わったが、アカイア軍の名だたる指揮官たちも悲劇的な末路をたどった。小アイアースはアテーナーの神殿でカッサンドラーを強姦した事でアテーナーの逆鱗に触れ、船を沈没させられて死亡した。メネラーオスは帰国途中、暴風に悩まされエジプトに漂流し、8年掛かりで帰還。総司令官アガメムノーンは、帰郷後、妻とその愛人によって暗殺された。オデュッセウスは、『オデュッセイア』にあるように、故郷にたどりつくまで10年もの間、諸国を漂流しなければならなかった。

## 考古学におけるトロイア戦争
ギリシア神話それ自体は歴史書ではなく、あくまで神話である。トロイア戦争については、紀元前1250年頃にトロイアで実際に大規模な戦争があったとする説もあれば、紀元前1700年から紀元前1200年頃にかけて、小アジア一帯が繰り返し侵略をうけた事実から形成されたという説もある。そもそもトロイア戦争自体が全くの架空であるという説もないわけではない。
古代都市イーリオスは長く伝説上のものと思われていたが、19世紀末、ハインリヒ・シュリーマンによりトロイア一帯の遺跡が発掘された。遺跡は9層になっており、シュリーマンは発掘した複数の時代の遺跡のうち、火災の跡のある下から第2層がトロイア戦争時代の遺跡と推測した。後に第2層は紀元前2000年よりも前の地層でトロイア戦争の時代よりもかなり古いものであることが判明した。シュリーマンと共に発掘にあたったヴィルヘルム・デルプフェルトは下から6番めの第6層に破壊や火災のあとがあることから、第6層がトロイア時代のものであると考えた。1930年代にブレゲンによって再調査が行われ、第6層の都市の火災は部分的で破壊に方向性があることから地震の可能性が強いと推測した。そして第7層の都市は火災が都市全体を覆っていることや、破壊の混乱ぶりから人為的なものであると推測する。また、発見された人骨も、胴体と頭部が分離したものが発見されるなど、戦争による人為的な破壊を間接的に証明した。現在では第7層Aがトロイア戦争のあったと伝えられる時期（紀元前13世紀中期）であると考えられている。ところが、この第７層Aは素人であるシュリーマンの発掘時にほとんどが削り取られ消えているとされる。
トロイア戦争にまつわる叙事詩の全てが架空のものではないとすれば、その中心はやはりイーリオスの破壊と考えられる。都市が火災に見舞われたことは考古学的に間違いないが、それが侵略によるものかどうかは、可能性としてはかなり高いものの推察の域を出ない。さらに、トロイアの略奪があったとする場合、『イーリアス』に従えばアカイア人による侵略ということになるが、ミュケーナイが宗主権を握っていることや、ここに登場する諸都市がミケーネ文明が存在した時代に栄えた都市であることから、アカイア人が入植する以前のミュケーナイ人による侵攻、あるいはトラーキアやプリギュアの他民族による侵略であったと考えられる。少なくとも、アカイア人であったとする積極的な証拠は存在しない。トロイアの別名イーリオスはミケーネ時代のウィーリオスであったと推定されるとして、ヒッタイト語の文書に出てくるウィルサ(Wilusa)という地名がトロイアのことを指すという説があり、近年はこの説を支持する学者も多い。近年は発掘が進み、ややずれるもののこの頃にウィルサはヒッタイトの属国的立場にあり外部からの侵略を受けヒッタイトに救援を求めていたことや、似た人名が読み取れる書簡等が発見されているという。

## トロイア戦争に関する作品

### 原典
- 『ホメロス　イリアス』　松平千秋訳で岩波文庫ほか
- 『ホメロス　オデュッセイア』 松平千秋訳で岩波文庫ほか
- 『ウェルギリウス　アエネイス』 西洋古典叢書：京都大学学術出版会ほか
- 『アイスキュロス　アガメムノン』 ギリシア悲劇全集：岩波書店ほか
- 『クイントゥス　トロイア戦記』　松田治訳　講談社学術文庫
- 『コルートス　ヘレネー誘拐／トリピオドーロス　トロイア落城』松田治訳　講談社学術文庫
- ピロストラトス　『英雄が語るトロイア戦争』　内田次信訳　平凡社ライブラリー
- 『スタシノス　キュプリア』[9]
- 『アルクティノス　アイティオピス』[9]
- 『アルクティノス　イリオスの攻略』[9]

### トロイア叢書
伝承としての西洋文学「トロイア戦記」、岡三郎訳・解説で国文社全4巻
- 『ディクテュスとダーレスのトロイア戦争物語』
- グイド・デッレ・コロンネ　『トロイア滅亡史』
- ジョヴァンニ・ボッカッチョ　『フィローストラト』
- ジェフリー・チョーサー　『トロイルス』

### 日本語文献
- 『トロイア戦争全史』　松田治　講談社学術文庫
- 『トロイア戦争とシュリーマン』　ニック・マッカーティ、「シリーズ絵解き世界史」原書房、総監修は本村凌二
- 『トロイアの黒い船団―ギリシア神話の物語上』 ローズマリー・サトクリフ、山本史郎訳、原書房 ISBN 4562034300

下巻は「オデュッセウスの冒険」で同時刊行
- 『イリアス　トロイアで戦った英雄たちの物語』　アレッサンドロ・バリッコ、草皆伸子訳、白水社
- 『甦るトロイア戦争』　エーベルハルト・ツァンガー、和泉雅人訳、大修館書店
- 『トロイアの歌　ギリシア神話物語』　コリーン・マクロウ、高瀬素子訳 日本放送出版協会

### オペラ
- 『トロイアの人々』 エクトル・ベルリオーズ作曲、ウェルギリウスの『アエネイス』を題材とする

### 映画
- 『トロイのヘレン』 ロバート・ワイズ監督、1955年
- 『大城砦（イタリア語版）』 ジョルジョ・フェローニ監督、1962年
- 『トロイ』 ウォルフガング・ペーターゼン監督、2004年

### テレビドラマ
- 『トロイ ザ・ウォーズ』TVムービー（ミニ・シリーズ）、2003年

### ゲーム
- 『トロイ無双』コーエーテクモゲームス